# Hohes Hospital
Hohes Hospital nannte man in verschiedenen Regionen des Heiligen Römischen Reiches eine Einrichtung zur Alten- und Armenpflege.

## Die vier hessischen Hohen Hospitäler
Vier wurden in der Zeit von 1533 bis 1542 von Landgraf Philipp in Hessen gegründet:
- Haina, für Männer
- Merxhausen, für Frauen
- Hofheim, heutiges Philippshospital in Riedstadt-Goddelau, für Frauen
- Gronau bei Lorch, für Männer (im Dreißigjährigen Krieg zerstört)

Ihre Gründung erfolgte nach der Säkularisation der Klöster (in Hofheim lediglich einer Pfarrei), die zuvor für derartige karitative Aufgaben zuständig gewesen waren.

## Andere
Der Name Hohes Hospital hat sich über die Generationen nicht immer erhalten, war aber seinerzeit gebräuchlich für:
- Hohes Hospital (Soest)
- Pfrundhaus
- Deidesheimer Spital
- Der Spital zu Rapperswil

Weitere Quellen berichten ferner von
- einer Einrichtung in Dresden (Jacobshospital)[1]
- einer Einrichtung in Montreal (Kanada)[2]